# Meigu

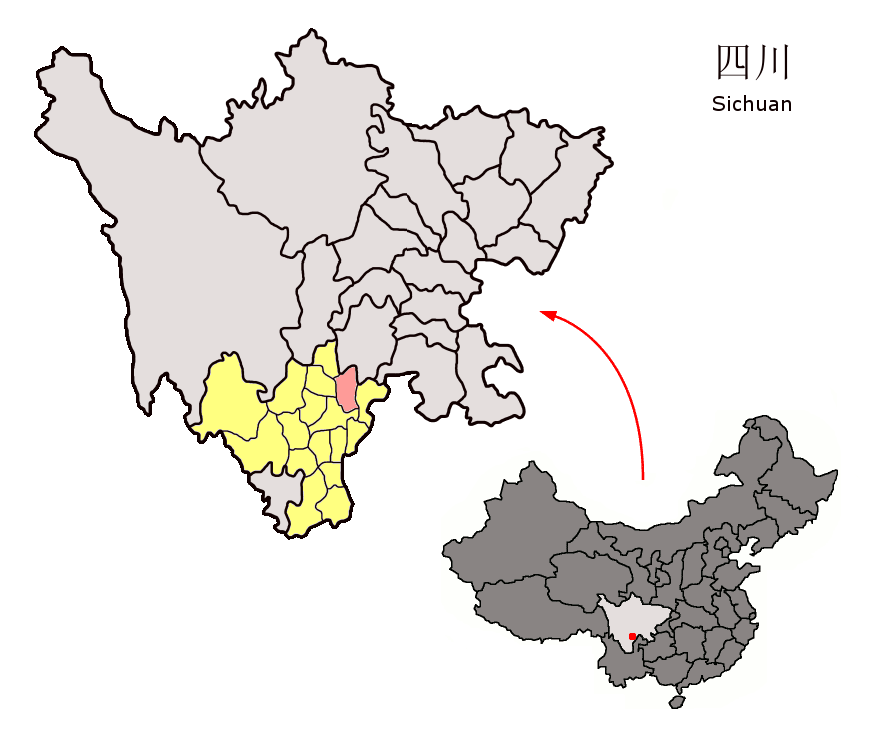
Lage des Kreises Meilu im Autonomen Bezirks Liangshan der Yi in der Provinz Sichuan.

Der Kreis Meigu (chinesisch 美姑县, Pinyin Měigū Xiàn) ist ein Kreis im Norden des Autonomen Bezirks Liangshan der Yi der chinesischen Provinz Sichuan. Sein Hauptort ist die Großgemeinde Bapu (巴普镇). Er hat eine Fläche von 2.512 km² und zählt 238.624 Einwohner (Stand: Zensus 2020).

## Persönlichkeiten
- Zhang Yimeng (* 1983), Hockeyspielerin